# Hisham Arafat

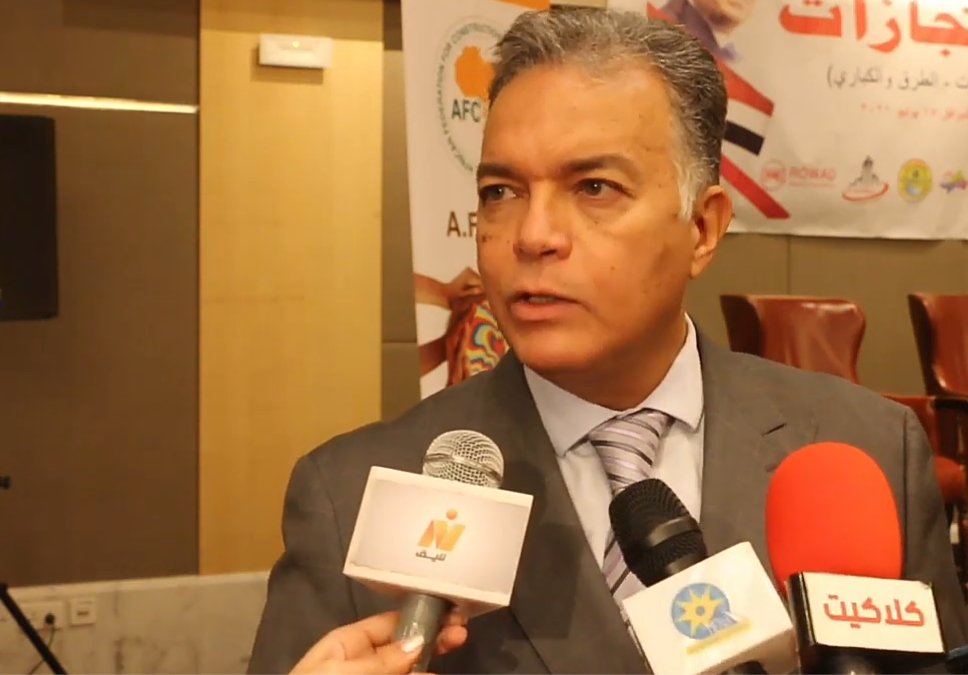
Hisham Arafat (2021)

Hisham Arafat (arabisch هشام عرفات, DMG Hišām ʿArafāt; * 1964; † 15. Mai 2024) war ein ägyptischer Politiker. 

## Leben
Er war ägyptischer Verkehrsminister im Kabinett von Sherif Ismail vom 19. Februar 2017 bis zum 27. Februar 2019 – als Nachfolger von Minister Galal Saeed – und trat kurz nach der Eisenbahnkatastrophe im Bahnhof Ramses zurück.
Arafat war mit einer Ingenieurin verheiratet, die in der Privatwirtschaft arbeitet. Sie haben zwei Söhne, die an einer deutschen Universität studiert haben – der erste an der Fakultät für Elektrotechnik und Kommunikation, der zweite ist Mechaniker.

## Qualifikationen
Hisham hat folgende Abschlüsse erworben:
- Bachelor of Engineering an der Ain Shams University im Jahr 1985.
- Master-Abschluss an der gleichen Universität im Jahr 1991
- Doktortitel der Ain Shams Universität und der Universität Braunschweig in Deutschland.